# Marin Noël des Vergers
Marin Noël des Vergers est un homme politique français né le 19 août 1759 à Ervy-le-Châtel (Aube) et décédé le 8 août 1836 à Paris.

## Biographie
Négociant à Paris et président de la chambre de commerce, il est député de l'Yonne de 1831 à 1834, siégeant dans la majorité conservatrice. Il est le père d'Adolphe Noël des Vergers et est inhumé avec lui au cimetière du Père-Lachaise (67e division)